# ارتم یولیانوف
ارتم یولیانوف (اوکراینی: Артем Євланов؛ زادهٔ ۱۸ ژوئن ۱۹۸۴) بازیکن فوتبال اهل اوکراین است.
از باشگاه‌هایی که در آن بازی کرده‌است می‌توان به باشگاه فوتبال متالورگ-۲ دونتسک و باشگاه فوتبال اوورلا اوژهورود اشاره کرد.